# Hayley McFarland
Pour les articles homonymes, voir McFarland.
Hayley McFarland est une actrice, chanteuse, danseuse américaine née le 29 mars 1991 à Edmond dans l'Oklahoma. Elle a notamment joué le rôle d'Emily Lightman dans la série Lie to Me.

## Filmographie

### Au cinéma
Longs métrages
- 2006 : Ring Around the Rosie (en) : Karen Baldwin (jeune)
- 2007 : An American Crime de Tommy O'Haver : Jennie Fae Likens
- 2008 : Fragments de Rowan Woods : Lori Carline
- 2013 : Conjuring : Les Dossiers Warren de James Wan : Nancy Perron

Court métrage
- 2011 : Eye of the Storm : Poor Little Zombie

### À la télévision
- 2006 : Gilmore Girls : Marcia (2 épisodes)
- 2007 : Urgences : Candice Morgan (1 épisode)
- 2008 : Esprits criminels : Katie Owen (1 épisode)
- 2008 : Pushing Daisies : Nikki Heaps (1 épisode)
- 2009 : 24 heures chrono : Emily Latham (1 épisode)
- 2009 : FBI : Portés disparus : Addy Gilroy (1 épisode)
- 2009 : United States of Tara : Petula (3 épisodes)
- 2009 : Médium : Jamie Portman (1 épisode)
- 2009-2011 : Lie to Me : Emily Lightman (48 épisodes)
- 2011 : New York, unité spéciale : Jenna Fox (saison 12, épisode 24)
- 2012 : Mad Men : Bonnie (saison 5, épisode 2)
- 2013-2014 : Sons of Anarchy : Brooke Putner (5 épisodes)
- 2014 : Grey's Anatomy : Rory Williams (1 épisode)
- 2025 : Tracker : Monica Harper (saison 2, épisode 18)